# یک‌هزار خورشید
یک هزار خورشید (به انگلیسی: A Thousand Suns) چهارمین آلبوم استودیویی گروه راک آمریکایی، لینکین پارک است. این آلبوم در تاریخ ۱۰ سپتامبر ۲۰۱۰ در اروپا و ۱۴ سپتامبر ۲۰۱۰ در بریتانیا و آمریکا عرضه شد. یک هزار خورشید توسط کمپانی برادران وارنر عرضه شده و توسط مایک شینودا و ریک رابین نوشته شد که همچنین تهیه‌کنندگی آن را انجام داده بودند. آن‌ها پیش از این در سال ۲۰۰۷ آلبوم دقایقی تا نیمه‌شب را نیز تهیه کرده بودند. اولین تک‌آهنگ این آلبوم با نام «کاتالیست» (به انگلیسی: The Catalyst) در ۲ اوت ۲۰۱۰ عرضه شد. گروه در حال حاضر آلبوم را به واسطه تور یک هزار خورشید تبلیغ می‍کنند.
یک هزار خورشید آلبومی مفهومی می‌باشد که با جنگ اتمی و موضوعات جنگ سر و کار دارد. مایک شینودا اظهار می‌کند که: "در این نگارش، موضوع با نیات انسان‌ها و فناوری (تکنولوژی) ادغام شده‌اند. انسان‌ها می‌ترسند، ترس از اینکه چه اتفاقی در دنیا خواهد افتاد، موسیقی تقریباً همین موضوع را مرجع می‌دهد." نام آلبوم از متن سانسکریت هندو بهگود گیتا آمده‌است: "اگر درخشندگی یک‌هزار خورشید بخواهد یکجا در یک لحظه در آسمان منفجر شود، مانند پرتو و عظمت یکی از نیرومندها خواهد بود،" نقل قولی که از زبان جی رابرت اوپن‌هایمر در مورد بمب اتمی نقل شده‌است.

## ترکیب و سبک
در مصاحبه‌ای با رولینگ استون در مه ۲۰۰۹، شینودا اعلام کرد که گروه در حال نوشتن و ضبط ترانه‌های جدید برای آلبوم می‌باشد. آلبوم به صورت اصلی در اوایل ۲۰۱۰ باید عرضه می‌گردید اما شینودا در کیفیت و نغمه‌ها بسیار حساس بود و اعلام کرد که، «اگر بخواهیم یک قدم به عقب برگردیم و صداها و کیفیت را برای بار دوم از نو بررسی کنیم، این کار را خواهیم کرد.»

آلبوم از اشخاص برجسته‌ای مانند مارتین لوتر کینگ، جی رابرت اوپن‌هایمر و ماریو ساویو الهام گرفته شده‌است. ترانه دانش، عدالت و عشق، ترانه‌ای با مدت ۱:۳۸ می‌باشد که به‌طور کامل صدای مارتین لوتر کینگ می‌باشد که به صدایی نامشخص محو می‌شود. در این ترانه مارتین لوتر کینگ از جنگ ویتنام و استفاده نیروهای ایالات متحده از ماده سوزاننده ناپالم صحبت می‌کند که روی ویتنامی‌ها استفاده شده بود. 
امشب به این عبادتگاه باشکوه آمدم زیرا وجدانم گزینهٔ دیگری برایم باقی نگذاشت. انقلابی واقعی از ارزش‌ها دست بر روی حکم جهان گذاشته و از جنگ می‌گوید: «این راه حل کردن اختلافات نیست.» سوزاندن انسان‌ها با ناپالم، پر کردن خانه‌های ملت ما با یتیمان و بیوه‌زنان، تزریق سم نفرت در خون انسان‌ها و فرستادن مردهای معلول و روانی از میادین سیاه و خونین جنگ به خانه را نمی‌توان با دانش، عدالت و عشق آشتی داد.
"فراتر از ویتنام: زمانی برای شکستن سکوت، مارتین لوتر کینگ"

## لیست آهنگ‌ها
| شماره | نام                                            | مدت‌زمان |
| ----- | ---------------------------------------------- | ------- |
| ۱     | "مرثیه"                                        | ۲:۰۱    |
| ۲     | "پرتو"                                         | ۰:۵۷    |
| ۳     | "سوختن در آسمان‌ها"                             | ۴:۱۳    |
| ۴     | "فضاهای خالی"                                  | ۰:۱۸    |
| ۵     | "وقتی آن‌ها به سراغ من می‌آیند"                  | ۴:۵۳    |
| ۶     | "پسر روباتی"                                   | ۴:۲۹    |
| ۷     | "Jornada del Muerto" (سفر یک مرد مرده)         | ۱:۳۴    |
| ۸     | "انتظار کشیدن برای پایان"                      | ۳:۵۱    |
| ۹     | "خاموشی"                                       | ۴:۳۹    |
| ۱۰    | "بیچارگان و پادشاهان"                          | ۴:۱۰    |
| ۱۱    | "دانش، عدالت و عشق" (با صدای مارتین لوتر کینگ) | ۱:۳۸    |
| ۱۲    | "رنگین‌تاب"                                     | ۴:۵۶    |
| ۱۳    | "پس آمد"                                       | ۱:۲۳    |
| ۱۴    | "کاتالیست"                                     | ۵:۳۹    |
| ۱۵    | "قاصد"                                         | ۳:۰۱    |

## اعضا در این آلبوم
لینکین پارک
- چستر بنینگتون - خواننده اصلی
- مایک شینودا - خواننده، گیتار، کیبورد
- راب بوردون - درام، خواننده پشتیبان
- برد دلسون - گیتار، خواننده پشتیبان
- دیو فارل - باس، خواننده پشتیبان
- جو هان - دیسک چرخان، کیبورد، نمونه‌برداری، خواننده پشتیبان

تهیه‌کننده
- ریک رابین
- مایک شینودا

## رتبه در جدول‌ها و گواهی‌نامه‌ها
| جدول (۲۰۱۰)                      | مقام در جدول |
| -------------------------------- | ------------ |
| جدول آلبوم‌های استرالیا           | ۱            |
| جدول آلبوم‌های استرالیا ۷۵ بهترین | ۱            |
| جدول آلبوم‌های بلژیک (فلاندرز)    | ۲            |
| جدول آلبوم‌های بلژیک (والونی)     | ۴            |
| جدول آلبوم‌های کانادا             | ۱            |
| جدول آلبوم‌های جمهوری چک          | ۱            |
| جدول آلبوم‌های دانمارک            | ۲            |
| جدول آلبوم‌های هلند               | ۷            |
| بهترین آلبوم‌های اروپا            | ۱            |
| جدول آلبوم‌های فنلاند             | ۶            |
| جدول آلبوم‌های فرانسه             | ۴            |
| جدول آلبوم‌های آلمان              | ۱            |
| جدول آلبوم‌های مجارستان           | ۳            |
| جدول آلبوم‌های ایرلند             | ۳            |
| جدول آلبوم‌های ایتالیا            | ۱            |
| جدول آلبوم‌های ژاپن               | ۲            |
| جدول آلبوم‌های نیوزیلند           | ۱            |
| جدول آلبوم‌های نروژ               | ۴            |
| جدول آلبوم‌های لهستان             | ۲            |
| جدول آلبوم‌های پرتغال             | ۱            |
| جدول آلبوم‌های اسپانیا            | ۳            |
| جدول آلبوم‌های سوئد               | ۵            |
| جدول آلبوم‌های سویس               | ۱            |
| جدول آلبوم‌های بریتانیا           | ۲            |
| بیلبورد ۲۰۰                      | ۱            |
| بیلبورد بهترین آلبوم‌های راک      | ۱            |
| برترین آلبوم‌های دیجیتالی آمریکا  | ۱            |
| برترین آلبوم‌های آلترنتیو آمریکا  | ۱            |
| برترین آلبوم‌های راک آمریکا       | ۱            |
| برترین آلبوم‌های دلپذیر آمریکا    | ۲            |

| منطقه    | اعطاکننده | گواهینامه |
| -------- | --------- | --------- |
| فنلاند   | آی‌اف‌پی‌آی  | طلا       |
| آلمان    | بی‌ام‌وی‌آی  | پلاتین    |
| بریتانیا | بی‌پی‌آی    | طلا       |